# Алегазово
Алега́зово (рос. Алегазово, башк. Әләгәҙ) — село (у минулому селище) у складі Мечетлінського району Башкортостану, Росія. Адміністративний центр Алегазовської сільської ради.
Населення — 1341 особа (2010; 1323 у 2002).
Національний склад:
- татари — 44 %
- башкири — 34 %